# خطة تعريفية
الخطة التعريفية أو أسلوب الخطة التعريفية أو ببساطة أسلوب البطاقة هو عبارة عن نظام لتجميع الأفكار (أو تقنيات الإبداع) عندما يعمل مجموعة من الأشخاص معًا. وقد اُستخدم هذا الأسلوب للمرة الأولى على يد إيبرهارد شنيل في هامبورغ، بألمانيا.
وبغض النظر عن الأسلوب المرئي البسيط الموضح، يغطي الأسلوب أداء وصيف المناقشات، والمشهورون باسم المنظمين، بالإضافة إلى هيكل عمليات التفكير في سياق العمل الجماعي. ولكي تصبح منظمًا يمتلك قدرًا كبيرًا من الخبرات، وتمتلك القدرة الكبيرة فيما يتعلق بتعقيدات حلول المشكلات التنظيمية والإبداع، يتطلب الأمر العديد من السنوات والتفاعلات على أعلى مستويات اتخاذ القرارات المؤسسية.
إلا أن هناك العديد من الممارسين الذين يقومون بالعمل في مستويات أقل من أجل تنظيم المناقشات باستخدام أدوات بدائية بسيطة مثل المثال الموضح أدناه.
يقوم كل الأشخاص في المجموعة بكتابة الأفكار التي تمر بعقولهم، بحيث تتم كتابة فكرة واحدة في كل بطاقة. وفي عملية العصف الذهني، من الضروري عدم الحكم على الأفكار. ثم يتم تجميع كل الأفكار وتثبيتها على طاولة بدبابيس ملحق بها ورقة داكنة اللون.
ولا يتم التعامل مع الأفكار إلا في تلك اللحظة. ويتم تنظيم البطاقات حسب الفئات، ويمكن أن تظهر نتائج جديدة لم يفكر فيها الأشخاص.